# Everton Gonçalves Saturnino
Everton Gonçalves Saturnino, meglio noto come Everton (Cascavel, 5 febbraio 1990), è un calciatore brasiliano, difensore del Bangkok Utd.

## Carriera
Ha giocato nella prima divisione thailandese.

## Palmarès

### Club

#### Competizioni nazionali
- Thai FA Cup: 1

Bangkok United: 2023-2024